# 圣热纳维耶夫 (芒什省)
圣热纳维耶夫（法語：Sainte-Geneviève）是法国芒什省的一个市镇，属于谢尔布尔区（Cherbourg）屈埃泰乌县（Quettehou）。该市镇总面积4.95平方公里，2009年时的人口为310人。

## 人口
圣热纳维耶夫人口变化图示